# フォークランド諸島行政長官
フォークランド諸島行政長官 (Chief Executive of the Falklands Islands) は、イギリスの海外領土フォークランド諸島の行政府の長である。

## 一覧
| 氏名                                          | 就任          | 退任          |
| --------------------------------------------- | ------------- | ------------- |
| デイヴィッド・G・P・テイラー                  | 1983年12月    | 1987年4月     |
| ブライアン・カミングス                        | 1987年4月     | 1988年5月     |
| コリン・レッドストン（代理）                  | 1988年6月     | 1988年8月     |
| レックス・ブラウニング（代理）                | 1988年8月     | 1988年9月     |
| デイヴィッド・G・P・テイラー（暫定）（2回目） | 1988年9月     | 1989年4月     |
| ロナルド・サンプソン                          | 1989年4月     | 1994年9月     |
| アンドルー・ガー                              | 1994年9月     | 1999年11月    |
| マイケル・ブランチ                            | 2000年1月     | 2003年3月     |
| クリス・シンプキンス                          | 2003年3月     | 2007年9月12日 |
| マイケル・ブランチ（暫定）（2回目）           | 2007年9月12日 | 2008年1月3日  |
| ティム・ソログッド                            | 2008年1月3日  | 2012年2月1日  |
| キース・パジェット                            | 2012年2月1日  | 2016年10月3日 |
| バリー・ローランド                            | 2016年10月3日 | 2021年4月     |
| アンディ・キーリング                          | 2021年4月     | 現在          |